# Rick Ravanello
Rick Ravanello (nascido em 24 de outubro de 1967) é um ator e ex-fisiculturista canadense que apareceu em várias séries de televisão e filmes . Conhecido principalmente por filmes de ação e suspense, ele frequentemente retratava soldados, militares e detetives.
Um de vários irmãos, Ravanello foi criado na área de Trout Brook Road em Mira, Cape Breton, e se formou na Riverview Rural High School em 1986. Enquanto jovem, ele foi apresentado ao treinamento com pesos. Como ator, ele estreou em 1996, aparecendo em várias séries de televisão, incluindo Stargate SG-1 (episódio "Children of the Gods") e Millennium (episódio "Weeds"). Ele interpretou um jovem guarda da marinha no filme de ação dramática de 1998 feito para a televisão Loyal Opposition: Terror in the White House, e posteriormente foi escalado como soldado raso J. Vaughn no filme de super-herói para TV Nick Fury (1998), oposto a David Hasselhoff. A UPN o escalou como Mednaut Thurston - o papel que ele continuou a representar ao longo de 1998 e 1999 - na curta série de drama médico de ficção científica Mercy Point. Ele estrelou como um militar duro chamado Thompson no filme de ação Y2K dirigido por Richard Pepin (também conhecido como Terminal Countdown).